# إرهاب بيولوجي

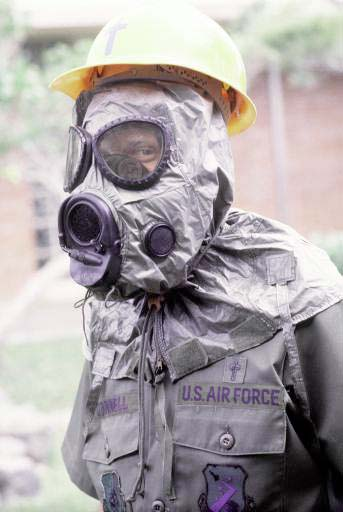
طيار يرتدي قناع M-17 أثناء الحرب النووية والبيولوجية في الولايات المتحدة

الإرهاب البيولوجي (بالإنجليزية: Bioterrorism) هو الإرهاب الذي ينطوي على الإطلاق أو النشر المتعمد للعوامل البيولوجية. وهذه العوامل هي البكتيريا، والفيروسات، والفطريات، أو السموم، وقد يتم إطلاق هذه العوامل بشكل طبيعي أو عن طريق إطلاقها من قبل البشر كما يحدث في الحروب البيولوجية.

## تعريف
وفقاً للمركز الأمريكي لمكافحة الأمراض واتقائها فإن الإرهاب البيولوجي هو الإطلاق المتعمد للفيروسات والبكتيريا والسموم والعوامل الضارة الأخرى التي تسفر عن مرض أو موت البشر أو الحيوانات أو النباتات. عادةً ما تتواجد هذه العوامل في الطبيعة، ولكن يمكن تحويلها وتغييرها لزيادة قدرتها على إحداث المرض، أو جعلها مقاومة للأدوية الحالية، أو لزيادة قدرتها على الانتشار في البيئة. يمكن أن تنتقل العوامل البيولوجية عبر الهواء أو الماء أو في الغذاء. يميل الإرهابيون إلى استخدام العوامل البيولوجية لأنه من الصعب للغاية اكتشافها ولا تظهر علامات المرض إلا بعد انقضاء عدة ساعات أو عدة أيام. هنالك بعض عوامل الإرهاب البيولوجي التي يمكن أن تنتقل من شخص لآخر، مثل فيروس الجدري وبعضها لا يمكنه الانتقال من وشخص لآخر مثل الجمرة الخبيثة.
تظهر إحدى أفضليات أسلحة ووسائل الإرهاب البيولوجي في أن العناصر البيولوجية سهلة نسبياً وغير مكلفة للحصول عليها، ويمكن نشرها بسهولة، وهي تسبب الخوف والهلع على نطاق واسع بعيداً عن الضرر المادي الفعلي. ومع ذلك، فقد تعلَّم القادة العسكريون أن الإرهاب البيولوجي بمثابة رصيد عسكري.
السلاح البيولوجي مفيد للإرهابيين بشكل رئيسي كوسيلة لخلق الذعر الجماعي وتعطيل الدولة ولقد حذر علماء التكنولوجيا مثل بيل جوي من القوة المحتملة التي قد تضعها الهندسة الوراثية في أيدي الإرهابيين البيولوجيين المستقبليين.

## القرن العشرين
بعد وقت قصير من بدء الحرب العالمية الأولى، أطلقت ألمانيا حملة تخريب بيولوجية في الولايات المتحدة وروسيا ورومانيا وفرنسا. في ذلك الوقت، عاش أنطون ديلجر في ألمانيا وكان طبيبًا ألمانيًا أميركيًا، وهو المؤيد الرئيسي لبرنامج التخريب الألماني للحرب البيولوجية خلال الحرب العالمية الأولى، ولكن في عام 1915 تم إرساله إلى الولايات المتحدة حاملاً ثقافات الرعام، وهو مرض خبيث يصيب الخيول والبغال. أقام ديلجر مختبرًا في منزله في ولاية ماريلند. ومن خلاله استطاع العمل على أصابة الخيول بالرعام وكانت تلك الخيول مجهزة للشحن إلى بريطانيا. كان ديلجيرز موضع شك بأنه عميل ألماني، لكن لم يتم إلقاء القبض عليه أبداً. وفي النهاية، هرب ديلجر إلى مدريد، إسبانيا، حيث توفي أثناء وباء الإنفلونزا عام 1918. 
في عام 1972، اعتقلت الشرطة في شيكاغو طالبين جامعيين هما ألين شاندر وستيفن بيرا، اللذان كانا قد خططا لتسميم إمدادات المياه بالمدينة بحمى التيفوئيد والبكتيريا الأخرى.
توفي ألين شاندر لأسباب طبيعية في عام 1974، في حين عاد ستيفن بيرا إلى الولايات المتحدة في عام 1975 ووضع تحت الاختبار.
في عام 1980 أعلنت منظمة الصحة العالمية (WHO) استئصال مرض الجدري، وهو مرض شديد العدوى وغير قابل للشفاء. على الرغم من القضاء على المرض في البرية، لا تزال حكومات الولايات المتحدة وروسيا تحتفظ بمخزونات متجمدة من فيروس الجدري. ويخشى من عواقب وخيمة إذا كان السياسيون المارقون أو الإرهابيون سيسيطرون على سلالات الجدري. بما أن برامج التلقيح قد تم إنهاؤها الآن، فإن سكان العالم أكثر عرضة للجدري من أي وقت مضى.
في عام 1984 في ولاية أوريغون، حاول أتباع باجوان شري راجنيش التحكم بالانتخابات المحلية عبر إصابة السكان المحليين بالعجز، إذ لُوثت أطباق السلطة المقدمة في 11 مطعمًا، ما نتج عنه تلوث مخازن البقالة ومقابض الأبواب وأماكن عامة أخرى بجراثيم السالمونيلا التيفية في مدينة ذا داليس، أوريغون.
أصاب الهجوم 751 شخصًا بتسمم غذائي شديد، ولكن لم تحدث أي وفيات. كانت هذه الحادثة أول هجوم إرهابي بيولوجي معروف في الولايات المتحدة في القرن العشرين، وأكبر هجوم إرهابي بيولوجي على أراضيها.
في يونيو عام 1993، أطلقت الجماعة الدينية أوم شنريكيو الجمرة الخبيثة في مدينة طوكيو. ذكر شهود العيان وجود رائحة كريهة. فشل الهجوم إذ لم يصب أحد بالعدوى. كان السبب وراء ذلك استخدام المهاجمين لسلالة الجمرة الخبيثة المخصصة للقاح. أظهرت الأبواغ المأخوذة من مكان الهجوم أنها مطابقة لسلالة لقاح لعصيات الجمرة كانت تُعطى للحيوانات في ذلك الوقت. تفتقر هذه السلالة للجينات التي تسبب الاستجابة العرضية عند المصابين.
في سبتمبر وأكتوبر من عام 2001، ظهرت حالات عديدة من الإصابة بالجمرة في الولايات المتحدة، وقد حدثت بشكل مقصود على ما يبدو. وصلت الرسائل الملوثة بالجمرة المعدية في ذات الوقت إلى مكاتب وسائل الإعلام الإخبارية والكونغرس الأمريكي، بالترافق مع ظهور حالة غامضة متعلقة بهذه القضية في جمهورية تشيلي (رسالة وصلت إلى الدكتور أنتونيو بانفي طبيب الأطفال في محافظة سانتياغو، تشيلي، لكنها لم تسبب أي إصابات، المصدر)، قتلت هذه الرسائل خمسة أشخاص.

## أنواع العوامل البيولوجية
وفق القانون الحالي للولايات المتحدة، عُرّفت العوامل الحيوية التي صرحت وزارة الصحة والخدمات البشرية أو وزارة الصحة والخدمات البشرية أنها تحمل «إمكانية إحداث خطر شديد على الصحة والأمن العام» رسميًا أنها «عوامل مختارة».
يصنف مركز التحكم بالأمراض هذه العوامل إلى فئات (إيه أو بي أو سي) ويدير برنامج العوامل المختارة الذي ينظم عمل المخابر التي قد تملك عوامل مختارة أو تستخدمها أو تنقلها ضمن الولايات المتحدة. وكما هو حال محاولات الولايات المتحدة في تصنيف الأدوية الترفيهية المؤذية، لم تُصنف الفيروسات المصممة بعد، وأظهر فيروس إتش 5 إن 1 الطيري قدرته على إحداث نسب مرتفعة من الوفيات وقابلية السراية بين البشر في ظروف المخبر.

### الفئة إيه
تثير هذه العوامل ذات الأولوية العظمى خطرًا أمنيًا وطنيًا، إذ يمكن أن تنتقل وتنتشر بسهولة، ما يسبب معدلًا مرتفعًا من الوفيات، وتملك احتمال حدوث تأثير صحي عام كبير، وقد تسبب ذعرًا عامًا، أو تتطلب تحركًا خاصًا للقيام باستعدادات صحية عامة.
- التولاريمية أو الداء التولاري «حمى الأرانب»:[14] تسبب التولاريمية معدل وفيات منخفض جدًا في حال علاجها، لكنها قد تكون مسؤولة عن حدوث العجز الشديد. العامل المسبب هو بكتيريا الفرنسيسيلة التولارية، ويمكن التقاط العدوى عند التماس مع الفرو، أو الاستنشاق، أو تناول الماء الملوث، أو عبر عضات الحشرات. الفرنسيسيلة التولارية بكتيريا معدية بشدة. يمكن لعدد صغير من العضيات (10-50 أو ما يقارب ذلك) أن يسبب المرض. إذا استُخدمت الفرنسيسيلة باعتبارها سلاحًا، ستكون غالبًا سلاحًا جويًا يعمل عبر الاستنشاق. سيعاني الناس الذين يستنشقون الرذاذ المعدي من اعتلال تنفسي شديد، مثل ذات الرئة أو العدوى الجهازية المهددة للحياة إذا لم يتوفر العلاج.[15]

توجد البكتيريا المسببة للتولاريمية بشكل واسع في الطبيعة، ويمكن عزلها وإنتاج كميات منها في المختبر، رغم أن صنع سلاح رذاذ فعال يحتاج فهمًا عميقًا.
- الجمرة الخبيثة: الجمرة مرض غير معد تسببه بكتيريا العصوية الجمرية المكونة للأبواغ. إن قدرة الجمرة على التواجد ضمن أبواغ صغيرة أو بشكل عصوية جمرية يجعلها قابلة للنفاذ من الجلد المسامي، ويمكن أن تسبب أعراضًا حادة خلال 24 ساعة من التعرض. يقال إن انتشار هذا العامل الممرض في مناطق سكانية كثيفة يسبب معدل وفاة أقل من 1% عند التعرض الجلدي، ويصل هذا المعدل إلى 90% أو أعلى في حالات الاستنشاق غير المعالجة.[16][17]
 يتوفر لقاح للجمرة الخبيثة، لكنه يحتاج حقنًا عديدة ليعطي نتائج ثابتة. يعتبر المرض قابلًا للشفاء باستخدام المضادات الحيوية (مثل السيبروفلوكساسين) في حال اكتشافه باكرًا. سُجلت أول حالات استخدامه في الفترة الحديثة في حرب بيولوجية عندما استخدم «مقاتلو الحرية» الاسكندنافيون الجمرة التي حصلوا عليها من هيئة الأركان العامة الألمانية ضد الجيش الإمبراطوري الروسي في فنلندا عام 1916 دون معرفة النتائج.